# Albert S. Ruddy
Albert Stotland Ruddy (Montréal, 28 marzo 1930 – Los Angeles, 25 maggio 2024) è stato un produttore cinematografico, produttore televisivo e sceneggiatore canadese.

## Biografia
Ruddy collaborò alla produzione di numerosi serie tv e film, come: Gli eroi di Hogan, Il padrino, Alla conquista del West, Walker Texas Ranger e Million Dollar Baby.
Fu grande amico dell'attore e regista Clint Eastwood.

## Filmografia parziale

### Soggetto
- Quella sporca ultima meta (The Longest Yard), regia di Robert Aldrich (1974)
- L'altra sporca ultima meta (The Longest Yard), regia di Peter Segal (2005)

### Produttore
- Il padrino (The Godfather), regia di Francis Ford Coppola (1972)
- Quella sporca ultima meta (The Longest Yard), regia di Robert Aldrich (1974)
- Coonskin, regia di Ralph Bakshi (1975)
- La corsa più pazza d'America (The Cannonball Run), regia di Hal Needham (1981)
- La corsa più pazza d'America n. 2 (Cannonball Run II), regia di Hal Needham (1984)
- Million Dollar Baby, regia di Clint Eastwood (2004)
- Sabotage, regia di David Ayer (2014)
- Cry Macho - Ritorno a casa (Cry Macho), regia di Clint Eastwood (2021)

### Produttore esecutivo
- La corsa più pazza del mondo 2 (Speed Zone!), regia di Jim Drake (1989)
- L'altra sporca ultima meta (The Longest Yard), regia di Peter Segal (2005)
- The Offer - miniserie TV, 10 episodi (2022)